# Élection législative de 1986 à Wallis-et-Futuna
Les élections législatives françaises de 1986 ont lieu les 16 et 23 mars 1986. Dans le territoire de Wallis-et-Futuna, un député est à élire dans le cadre d'un scrutin majoritaire. Avec Mayotte et Saint-Pierre-et-Miquelon, il est le seul territoire où le scrutin proportionnel par liste, en vigueur dans le reste de la France, n'est pas appliqué. Le député sortant, Benjamin Brial, est réélu.

## Élus
| Circonscription        | Député sortant | Parti | Parti | Député élu ou réélu | Parti | Parti |
| ---------------------- | -------------- | ----- | ----- | ------------------- | ----- | ----- |
| Circonscription unique | Benjamin Brial |       | RPR   | Benjamin Brial      |       | RPR   |

## Résultats

### Résultats par circonscription
| Candidat                                                               | Candidat                     | Parti          | Premier tour | Premier tour | Second tour | Second tour |  |
| Candidat                                                               | Candidat                     | Parti          | Voix         | %            | Voix        | %           |  |
| ---------------------------------------------------------------------- | ---------------------------- | -------------- | ------------ | ------------ | ----------- | ----------- |  |
|                                                                        | Benjamin Brial sortant réélu | RPR            | 2 570        | 40,72        | 2 798       | 44,40       |  |
|                                                                        | Mikaele Hoatau               | Divers gauche  | 1 842        | 29,18        | 2 175       | 34,51       |  |
|                                                                        | Pasilio Tui                  | Divers droite  | 1 669        | 26,44        | 1 329       | 21,09       |  |
|                                                                        | Joseph Maisueche             | Divers gauche  | 223          | 3,53         |             |             |  |
|                                                                        |                              |                |              |              |             |             |  |
| Inscrits                                                               | Inscrits                     | Inscrits       | 7 852        | 100,00       | 7 835       | 100,00      |  |
| Abstentions                                                            | Abstentions                  | Abstentions    | 1 534        | 19,54        | 1 521       | 19,41       |  |
| Votants                                                                | Votants                      | Votants        | 6 318        | 80,46        | 6 314       | 80,59       |  |
| Blancs et nuls                                                         | Blancs et nuls               | Blancs et nuls | 14           | 0,22         | 12          | 0,19        |  |
| Exprimés                                                               | Exprimés                     | Exprimés       | 6 304        | 99,78        | 6 302       | 99,81       |  |
| Source : Le Monde, 19 mars 1986, p. 8 et Le Monde, 25 mars 1986, p. 10 |                              |                |              |              |             |             |  |